# Acroporium bogoricum
Acroporium bogoricum là một loài Rêu trong họ Sematophyllaceae. Loài này được (Bosch & Sande Lac.) Dixon mô tả khoa học đầu tiên năm 1926.